# Draba dorneri
Draba dorneri là một loài thực vật có hoa trong họ Cải. Loài này được Heuff. mô tả khoa học đầu tiên năm 1858.